# Femina (magazine français)
Ne doit pas être confondu avec Feminal.
Pour les articles homonymes, voir Femina.
Femina est un magazine français créé le 1er février 1901 par Pierre Lafitte et disparu en 1954. Le titre a donné son nom au prix Femina à partir de 1922.
Historiquement, il est l'un des premiers périodiques français ciblant un lectorat féminin et entièrement consacré à la femme.

## Histoire
Sous-titré « La revue idéale de la femme et de la jeune fille », le nom de ce périodique illustré est tiré du mot latin femina pour « femme ». Il s'agit du premier format-magazine français ciblant un lectorat féminin, composé essentiellement de lectrices appartenant à la bourgeoisie, avec une grande place faite aux loisirs, en particulier aux sports. Ainsi, la couverture du 1er avril 1902 montre la photographie de deux femmes jouant au ping-pong. L'autre magazine des éditions Lafitte, La Vie au grand air, avait déjà précédemment mis en couverture des femmes adeptes de sports.
Le 15 octobre 1902, Hachette lance un mensuel plus ou moins concurrent intitulé La Vie heureuse, sous-titré « revue féminine universelle illustrée », qui donnera son nom à un prix littéraire en novembre 1904 dénommé « prix La Vie heureuse », décerné par un jury de femmes de lettres.
Le 1er mai 1903, Femina titre sur « Les Artistes femmes au Salon de 1903 », consacrant trois pages illustrées à Louise Abbéma, Louise Catherine Breslau, Camille Claudel, Maximilienne Guyon, Louise Clément-Carpeaux (en couverture), Laure Coutan-Montorgueil, Juana Romani.
Au bout de quelques années, la couverture du magazine, qui était la plupart du temps la reproduction d'une photographie, est accompagnée d'une illustration dessinée rendue en bi-chromie. En 1906, le numéro du 1er novembre montre en couverture le dessin d'une femme allaitant son enfant signé Paul César Helleu.
En 1909, l’Académie française évoque la question de l’élection de membres féminins : aussitôt, Femina demande à ses lectrices d’élire 40 écrivaines, contemporaines ou d’autrefois, pour remplir une académie féminine imaginaire et publie sur une double-page une illustration représentant les 40 élues assises sous la coupole de l'institution.
Après l'avoir suspendu en 1917, Pierre Lafitte revend son titre à Hachette, qui le fusionne avec La Vie heureuse, mais ne garde que le nom Femina en lançant une nouvelle formule mensuelle en janvier 1922. Le « prix Femina-La Vie Heureuse » est alors renommé prix Femina.
Le magazine paraît ensuite régulièrement jusqu'en 1939 avec Lafitte et Robert Ochs en co-directeurs (Ochs passe directeur en 1935) et Martine Rénier en rédactrice en chef mode.
Il reparaît en une version luxueuse trimestrielle et hors-série en couleurs dès 1945, illustré parfois par de grands artistes, avant de disparaître après un numéro daté décembre 1953-janvier 1954.

## Orientation éditoriale

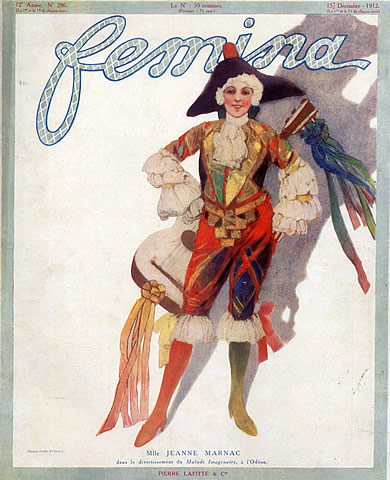
Couverture du 15 décembre 1912 avec Jeanne Marnac (dessin de Manuel Orazi).

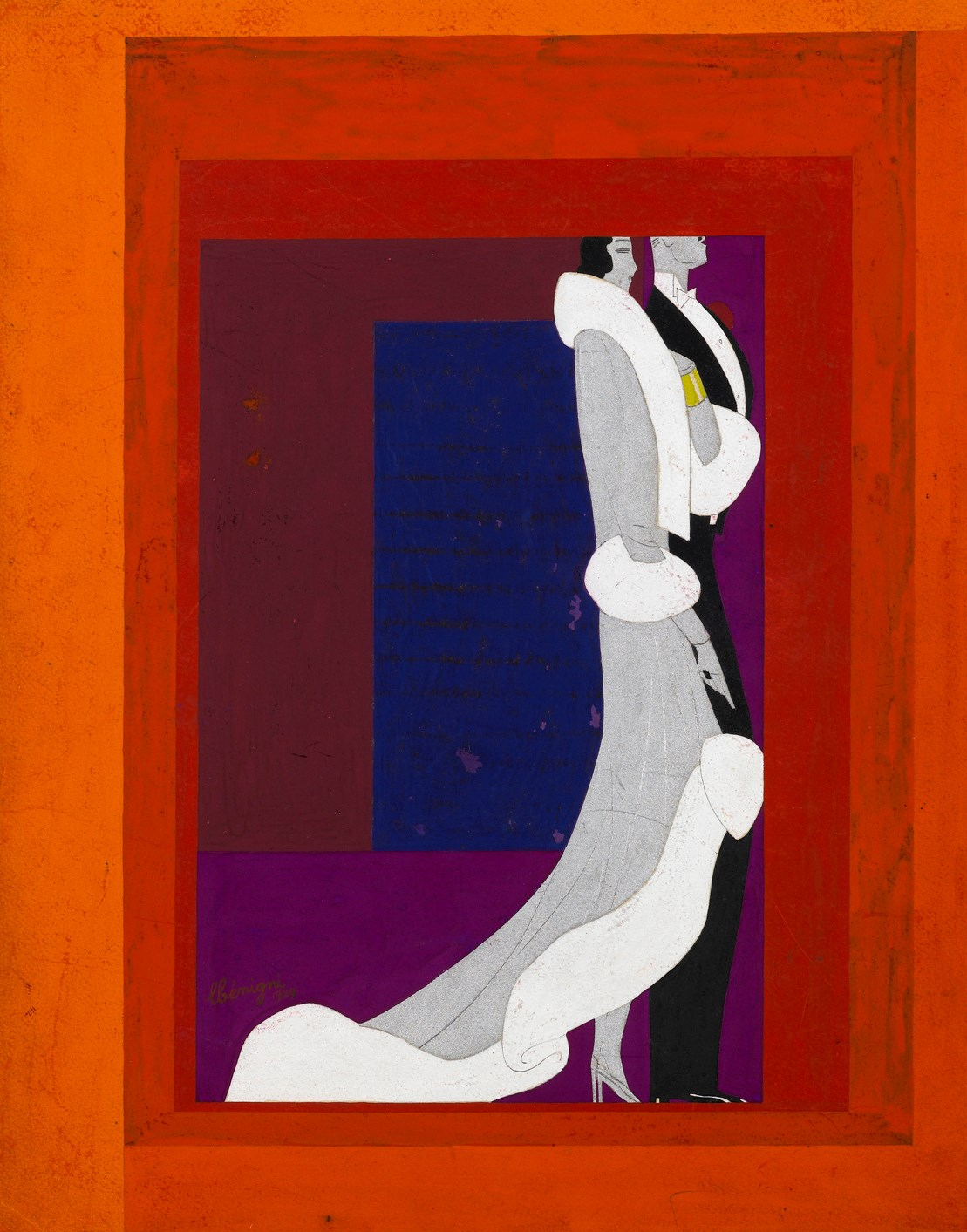
Projet de couverture de Léon Benigni (1929).

Anne R. Epstein, dans sa critique du livre de Colette Cosnier, Les Dames de Femina. Un féminisme mystifié, pose la question de l'orientation éditoriale du magazine en rappelant que le public était composé essentiellement de femmes bourgeoises à tendances conservatrices. En effet, Pierre Lafitte n'avait pas l'objectif, à l'origine, de publier un magazine féministe, mais plutôt un magazine féminin :
« Le projet et la stratégie éditoriale de Pierre Lafitte, directeur de la publication, s’inspire du « Ladies Magazine » à succès anglais. Il envisage une revue de luxe, « tendance », mondaine et familiale : à la fois l’ancêtre des magazines « people » et guide de vie et de mode de la femme aisée. »
Cependant, les avancées féministes de cette époque, notamment les revendications des suffragettes en Angleterre, et l'acquisition du droit de vote par les danoises, sont traitées et discutées dans la revue.
Pierre Lafitte, son directeur, change de point de vue en 1906, éloignant son journal d'un projet apolitique et commercial pour adhérer à la cause féministe. Ainsi en France c'est un des défenseurs du suffrage féminin.
Par ailleurs, Lafitte met en valeur les capacités sportives des femmes, lançant plusieurs prix dans le cadre de compétitions (liée au golf, notamment), dont la coupe Femina dès 1906.

## Autres titres
De nos jours, Version Femina (Czech Media Invest) est le titre d'une publication destinée aux femmes et Femina est le nom d'un magazine suisse.

## Pour approfondir